# Réserve naturelle nationale des Hauts de Villaroger
La réserve naturelle nationale des Hauts de Villaroger (RNN101) est une réserve naturelle nationale se trouvant en Haute Tarentaise, dans le Massif de la Vanoise. Classée en 1991, elle occupe une surface de 1 062 ha et protège des zones boisées qui manquent à la zone centrale du Parc national de la Vanoise.

## Localisation

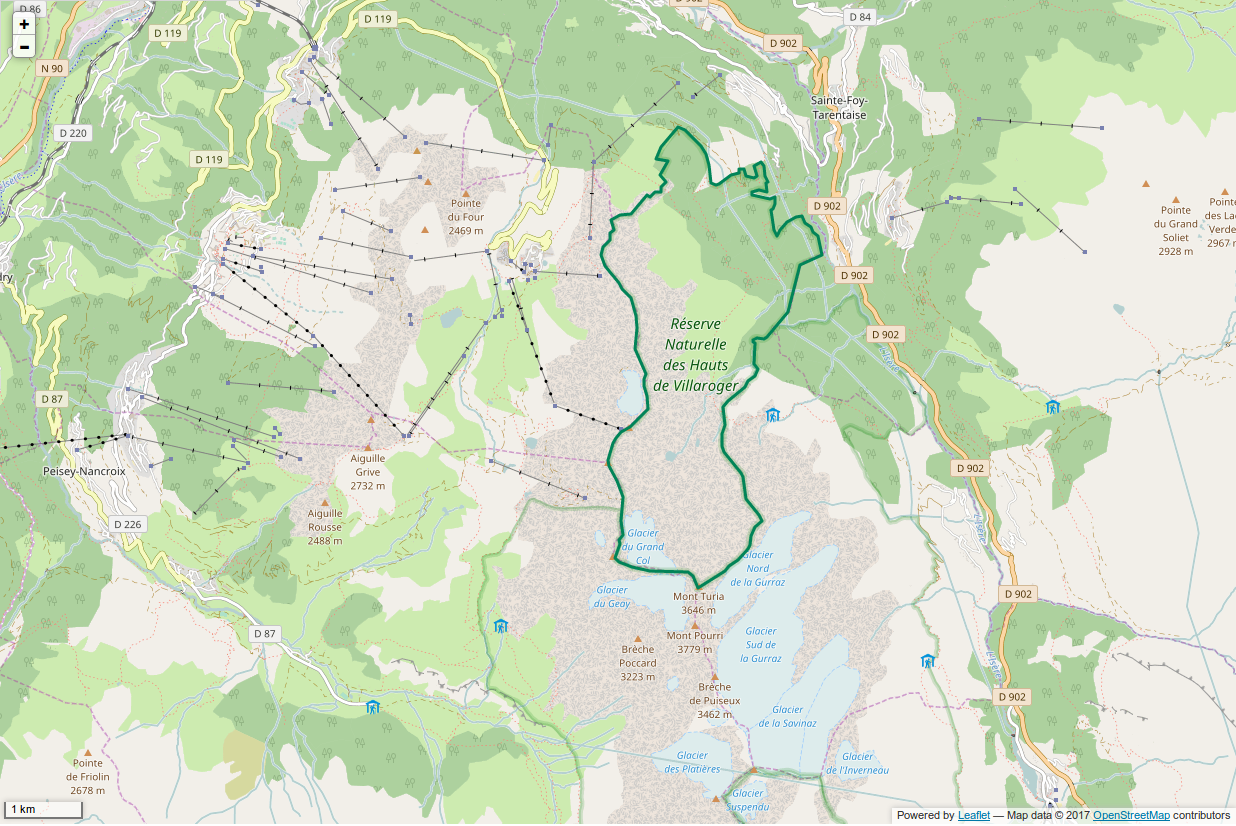
Périmètre de la réserve naturelle.

Situé en Auvergne-Rhône-Alpes, dans le département de la Savoie et sur la commune de Villaroger, le site de la réserve naturelle occupe une surface de 1 115 ha à l'est du domaine skiable des Arcs dans un versant exposé nord-est (ubac). Il est dominé par l'Aiguille Rouge et le Mont Pourri.

## Histoire du site et de la réserve
La réserve naturelle a été mise en place 28 ans après la création du Parc national de la Vanoise pour lui ajouter des milieux non présents dans celui-ci, en particulier des zones boisées.

## Écologie (biodiversité, intérêt écopaysager…)

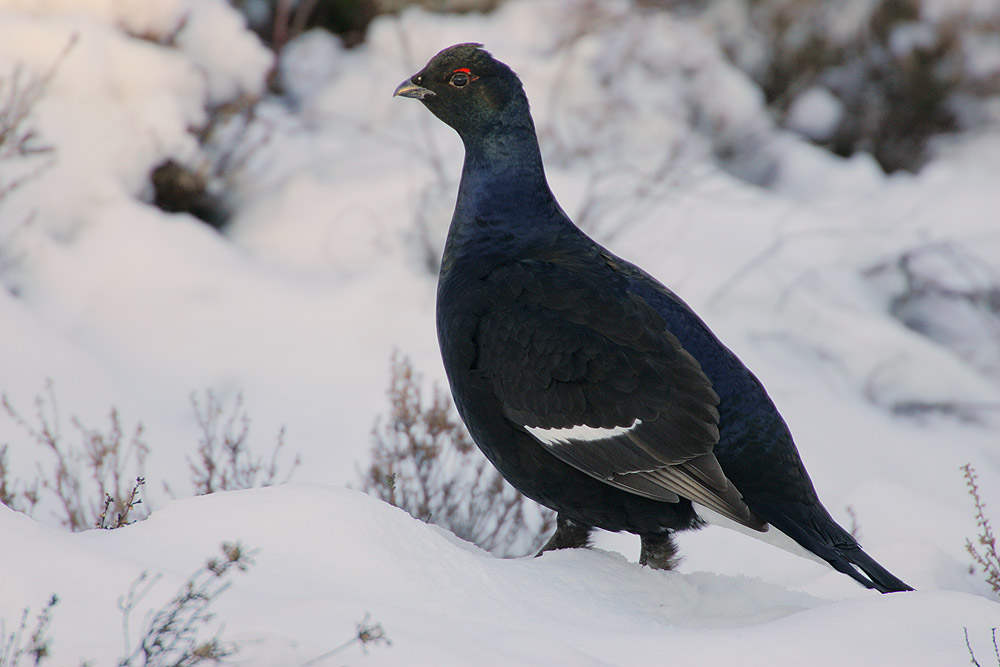
Tétras-lyre

La réserve naturelle des Hauts de Villaroger assure un refuge hivernal à la faune montagnarde dont le Tétras-lyre, hôte de marque très discret de cette réserve.

## Intérêt touristique et pédagogique
L'été, un point d'accueil de la réserve naturelle est situé au Planay. Des sorties encadrées sont organisées. Lors des promenades sur les circuits balisés, on découvre le panorama de la crête frontière avec l'Italie, du mont Blanc à l'aiguille de la Grande Sassière.

## Administration, plan de gestion, règlement
La réserve naturelle est gérée par l'Office national des forêts Savoie.
Le ski hors piste au sein de la réserve naturelle est interdit car il perturbe la tranquillité des animaux et en particulier celle du Tétras-lyre.

### Outils et statut juridique
La réserve naturelle a été créée par un décret du 28 janvier 1991.